# Kuszuh
Kuszuh - bóstwo w mitologii huryckiej.
Było to bóstwo lunarne, którego kult powiązany był z bóstwem solarnym - Szimigi. Uznawany za boga przysięgi i jej gwaranta. Za jego małżonkę uznawano bóstwo zapożyczone z mitologii sumeryjskiej, Nikkal, która w Sumerze nosiła imię Ningal.  